# Hahnia naguaboi
Hahnia naguaboi là một loài nhện trong họ Hahniidae.
Loài này thuộc chi Hahnia. Hahnia naguaboi được Pekka T. Lehtinen miêu tả năm 1967.